# Šahovska abeceda
Šahovska abeceda, prva hrvatska šahovska knjiga. Objavio ju je 1909. godine Izidor Gross. Nazivi za šahovske koji se u njoj spominju i danas su u uporabi. Gross figure naziva "kralj, dama, toranj, lovac, skakač". Od tada su za figure ostali inicijali: K, D, T, L, S. Tiskan u nakladi Kugli.

## Vanjske poveznice
- Scribd